# Carlos III de Alençon
Carlos III de Valois, Conde de Alençon (em francês:  Charles III de Valois, comte d'Alençon; (fevereiro de 1337 – Lião, 5 de julho de 1375), foi um nobre francês pertencente aos Valois-Alençon, um Ramo cadete da Casa de Valois. Foi conde de Alençon e conde do Perche.
Foi um prelado católico tendo sido Arcebispo de Lião e Primaz das Gálias.

## Biografia
Carlos III dera o filho mais velho de Carlos II e de Maria de La Cerda, tendo sucedido ao pai nos apanágios da família, quando este morreu na batalha de Crécy (1346).
Tornou-se dominicano em 1361, destacando-se nos seus estudos de teologia  sendo em seguida eleito e sagrado arcebispo de Lyon, a 13 de julho de 1365 apesar de uma certa oposição do capítulo da catedral da cidade. Foram necessárias três eleições em dois meses, e todo o apoio do papa e do rei.
Morreu sem descendência, tendo-lhe sucedido os irmãos mais novos: Pedro II como Conde de Alençon, e Roberto como Conde do Perche.